# Stockwell Day

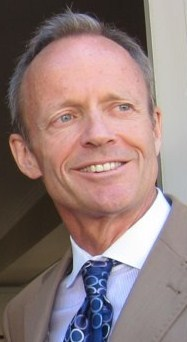
Stockwell Day (2010)

Stockwell Burt Day, PC (* 16. August 1950 in Barrie (Ontario), Kanada) ist ein kanadischer Politiker.

## Biografie
Day begann seine politische Laufbahn 1986 mit der erstmaligen Wahl zum Abgeordneten der Legislativversammlung von Alberta, in der er als Mitglied der Progressive Conservative Association of Alberta bis 2000 die Interessen des Wahlkreises von Red Deer vertrat.
In den von den Progressiv-Konservativen gestellten Regierungen des Premierministers Ralph Klein übernahm er zahlreiche Ämter wie das des Arbeitsministers von 1992 bis 1994 sowie des Ministers für soziale Dienste von 1996 bis 1997, bis er schließlich von März 1997 bis 2000 Schatzminister (Treasurer) war und als solcher während eines Wirtschaftsbooms in der erdöl- und erdgasreichen Provinz über ein mehrere Milliarden Kanadische Dollar großen Haushaltsüberschuss verfügen konnte.
Am 8. Juli 2000 wurde er zum Vorsitzenden der neugegründeten rechtsgerichteten Partei Kanadische Allianz gewählt. Nachdem er bei einer Nachwahl (by-election) im Wahlkreis Okonagan-Coquihalla mit mehr als 70 Prozent der Wählerstimmen gewählt worden war, wurde er am 19. September 2000 als Mitglied des Unterhauses vereidigt und kurz darauf Führer der Opposition.
Ein von der Kanadischen Allianz unterbreiteter Vorschlag, der ein Referendum ermöglichen sollte, wenn 3 Prozent der Wahlberechtigten eine entsprechende Petition unterzeichnen sollten, veranlassten die bekannte satirische Fernsehsendung „This Hour Has 22 Minutes“ von Rick Mercer im Fernsehsender CBC Television eine Petition zu starten, durch die Days Vorname Stockwell in Doris geändert werden sollte. Auf der Website der Show unterzeichneten daraufhin mehr als eine Million Menschen die Petition und überschritten damit die 3-Prozent-Hürde bei weitem.
Parteiinterne Streitigkeiten innerhalb der Kanadischen Allianz veranlassten Day im Juli 2001, eine Neuwahl für den Parteivorsitz für März 2002 auszurufen. Am 12. Dezember 2001 trat er jedoch als Parteivorsitzender vorzeitig zurück und wurde durch John Douglas Reynolds abgelöst, der das Amt ad interim übernahm. Day kandidierte jedoch erneut als Parteivorsitzender beim Parteitag im März 2002, unterlag dabei jedoch Stephen Harper. Nach der Fusion der Kanadischen Allianz mit der Progressiv-konservativen Partei zur Konservativen Partei Kanadas im Dezember 2003 trat er dieser bei und vertritt als deren Kandidat weiterhin den Wahlkreis Okonagan-Coquihalla im Unterhaus.
Nachdem Harper am 6. Februar 2006 kanadischer Premierminister wurde, wurde Day von diesem zum Minister für öffentliche Sicherheit (Minister of Public Safety) ernannt. Nach einer Kabinettsumbildung nach der Unterhauswahl am 14. Oktober 2008 wurde er Minister für Internationalen Handel (Minister of International Trade). Seit einer erneuten Regierungsumbildung am 19. Januar 2010 ist er nunmehr Präsident des Schatzamtes (President of the Treasury Board).
Stockwell Day kündigte am 13. März 2011 aus nicht ganz geklärten Gründen seinen Rückzug aus der Politik an. Er trat von seinem Amt als Leiter des Schatzamtes zurück und gab auch sein Abgeordnetenmandat für die Konservativen ab. Darauf übernahm er Posten in der Wirtschaft. Ab 2011 arbeitete er für Telus. Dort musste er 2020 im Zusammenhang mit Proteste infolge des Todes von George Floyd auf öffentlichen Druck hin zurücktreten.